# Vieux pont (Ducey)
Pour les articles homonymes, voir Vieux Pont.
Le vieux pont est un ouvrage situé en limite des communes de Ducey-Les Chéris et Poilley, en France.

## Localisation
Le pont à arches est situé dans le département français de la Manche, sur la Sélune, à l'ouest du bourg de la commune déléguée de Ducey (commune nouvelle de Ducey-Les Chéris). La rive gauche du fleuve côtier est sur le territoire de Poilley.

## Historique
Le pont daté de 1613 était un lieu de passage incontournable des pèlerins du Mont-Saint-Michel et du transport du sel et du poisson,.

## Protection aux monuments historiques
Le pont ainsi que les façades et les toitures de l'ancien poste de guet attenant (situé sur le territoire de Poilley) sont inscrits au titre des monuments historiques par arrêté du 19 août 1975.

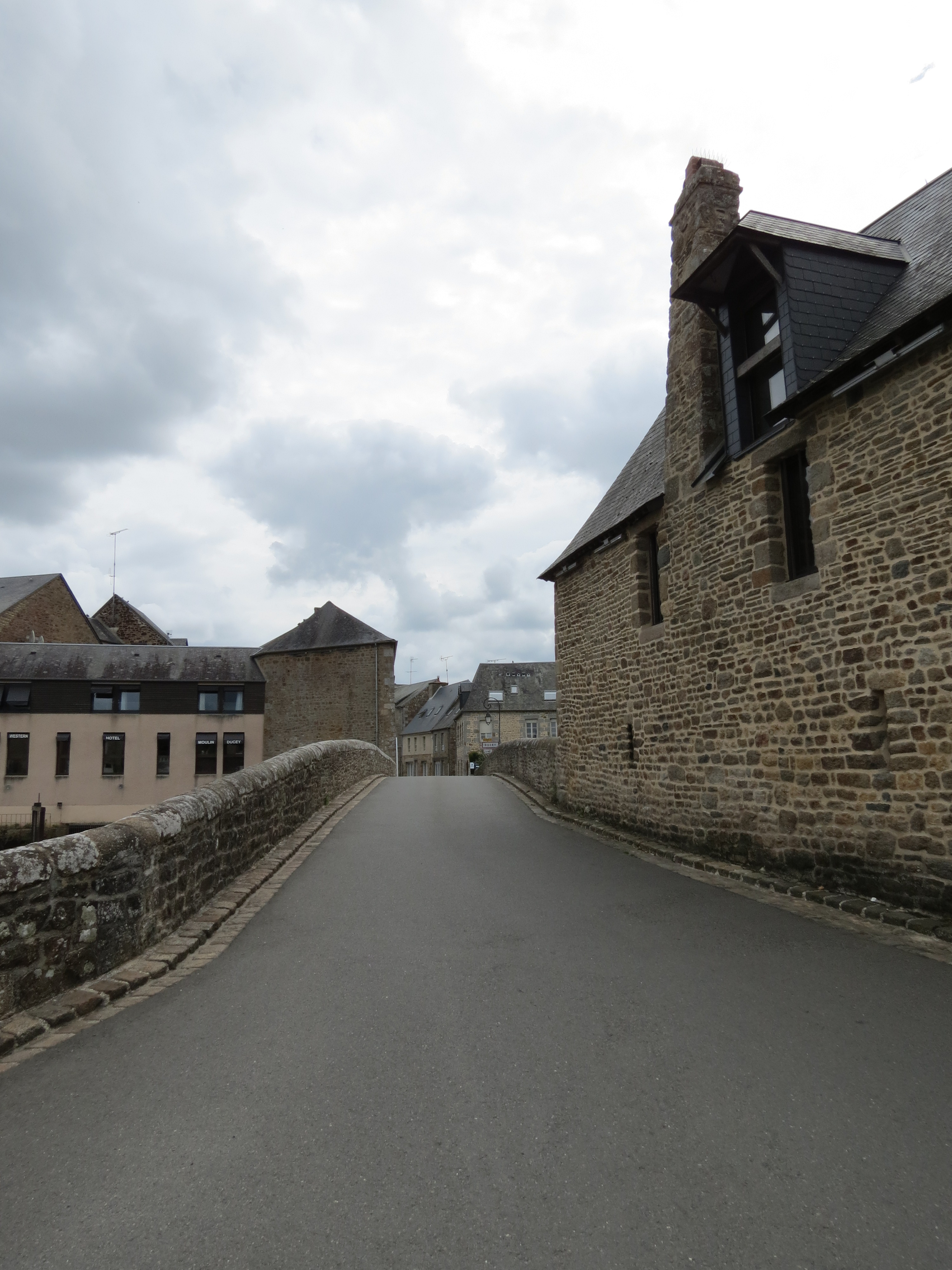
Le pont vu de l'ouest, avec le bâtiment du poste de guet à droite.
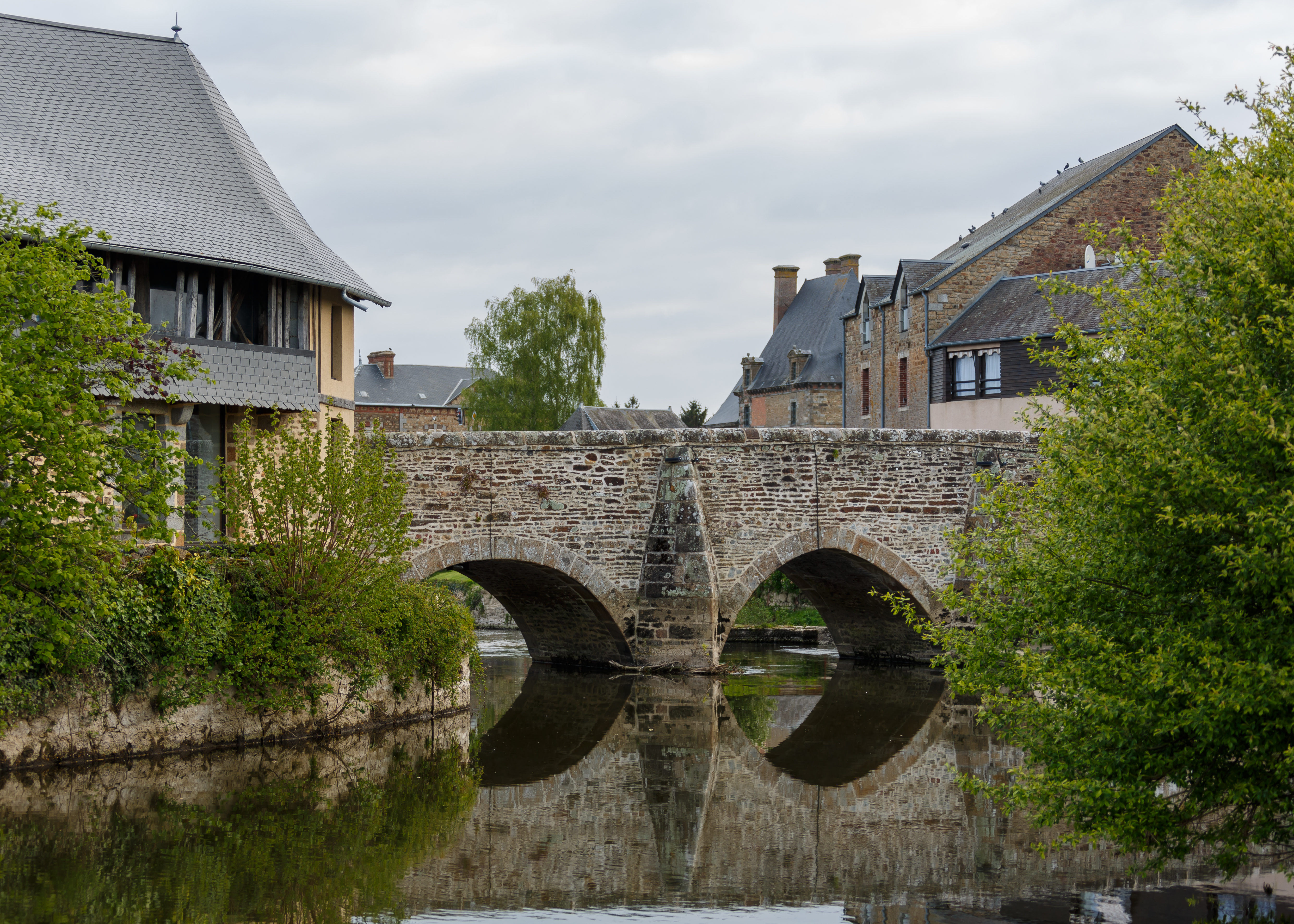
Le pont vu du sud, avec le bâtiment du poste de guet à gauche.